# لويس لوزانو
لويس لوزانو (بالإسبانية: Luis Lozano)‏ هو راكب الكنو مكسيكي، ولد في 19 أغسطس 1945.

## وصلات خارجية
- لويس لوزانو على موقع أوليمبيديا (الإنجليزية)